# Nick Hein
Nick Hein, född 24 april 1984 i Elsdorf, är en tysk före detta MMA-utövare som mellan 2014 och 2019 tävlade i organisationen Ultimate Fighting Championship.